# Унтернберг

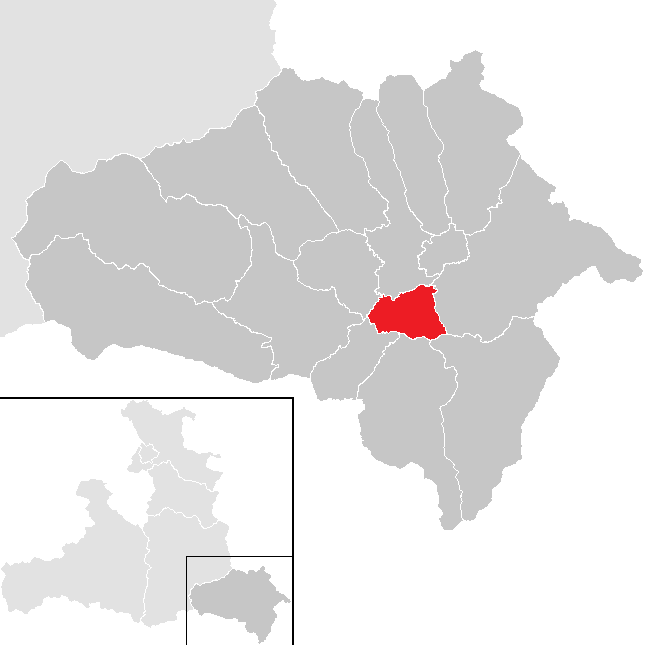
Громада Унтернберг на карті округи Тамсвег. У лівому нижньому кутку показано розташування округи Тамсвег на карті федеральній землі Зальцбург.

Унтернберг (англ. Unternberg) — громада у Австрії, у федеральній землі Зальцбург. Входить до складу округи Тамсвег.
Населення становить 1009 чоловік (2010).  Займає площю 80,20 км 2.